# Srettha Thavisin
Srettha Thavisin (in thailandese เศรษฐา ทวีสิน; Bangkok, 15 febbraio 1962) è un politico e dirigente d'azienda thailandese, primo ministro della Thailandia dal 22 agosto 2023 al 14 agosto 2024.
Dopo 3 mesi di incertezza e di stallo politico, il 22 agosto la maggioranza del nuovo Parlamento lo ha designato primo ministro affidandogli l'incarico di formare un nuovo governo. Il giorno stesso il re Vajiralongkorn ha emanato il decreto ufficiale di nomina, pubblicato l’indomani sulla Gazzetta ufficiale thailandese.

## Biografia

### Primi anni e studi
Srettha Thavisin nacque a Bangkok il 15 febbraio 1962 dal capitano Amnuay Thavisin e da Chodchoi Jutrakull. Nel 1986 si laureò in economia all’Università del Massachusetts e in seguito conseguì il Master of Business Administration (MBA) alla Claremont Graduate University in California.

### Carriera imprenditoriale
Dopo la laurea, fu assunto come assistant product manager alla Procter & Gamble mantenendo questa posizione per quattro anni. Nel 1988 co-fondò il gruppo immobiliare Sansiri, divenuto nel corso degli anni uno dei più grandi in Thailandia.
Nel 2020 acquistò a Bangkok un terreno situato su Sarasin Road, nei pressi del parco Lumphini, dal costo di 3,9 milioni di baht per wah quadrato (4 m²). Nello stesso anno, acquisì una partecipazione del 15% in Xspring Capital Public Company limited. Come candidato alle elezioni del 2023, fu costretto l’8 marzo dello stesso anno a trasferire per legge tutte le proprie azioni alla figlia Chanada.

### Carriera politica
Durante la crisi politica che investi la Thailandia fra il 2013 e il 2014, si oppose pubblicamente al Comitato Popolare per la Riforma Democratica (CPRD), creato con lo scopo di eliminare l’influenza dell’ex primo ministro Thaksin Shinawatra sul sistema politico nazionale e di far cadere il governo di Pheu Thai guidato dalla sorella di Thaksin Yingluck Shinawatra. Le imponenti dimostrazioni del CPRD e gli scontri che ne seguirono portarono al colpo di stato militare del 2014, dopo il quale Srettha fu costretto a riferire dinnanzi al Consiglio nazionale per la pace e per l'ordine – la giunta militare insediatasi con il colpo di Stato – presso l'auditorium dell'Esercito Reale Thailandese.
Srettha era da tempo in buoni rapporti con Thaksin e la sorella Yingluck e nel 2021 contribuì a stilare le politiche economiche del partito in vista delle elezioni; nel 2022 annunciò la propria formale adesione a Pheu Thai

#### Candidatura a primo ministro
Nel 2023, in vista delle elezioni del 14 maggio, è stato scelto dal proprio partito come uno dei tre potenziali candidati a ricoprire la carica di primo ministro. Ha iniziato la campagna elettorale nel distretto di Khlong Toei a Bangkok, mentre ha tenuto il suo primo comizio nella provincia di Phichit. In un comizio tenutosi ad aprile nella provincia di Loei, ha affermato che Pheu Thai non avrebbe formato una coalizione con il partito Palang Pracharath e il partito Ruam Thai Sang Chart a causa del loro coinvolgimento nel colpo di stato di nove anni addietro.
Alle elezioni Pheu Thai si è classificato secondo, poco dietro al progressista partito Kao Klai guidato da Pita Limjaroenrat.
Nel tentativo di formare un governo guidato dal leader di Kao Klai Pita, Pheu Thai è entrato a far parte di una coalizione composta da sei forze politiche, che ha sottoposto al Parlamento congiunto la candidatura di Pita. Nonostante il largo appoggio conseguito tra i membri della Camera dei Rappresentanti, il 13 luglio Pita Limjaroenrat non è riuscito a ottenere l'appoggio dei senatori, nominati dai militari. Nella seduta del 19 luglio non si è tenuta la programmata seconda votazione per la candidatura di Pita dopo che i suoi oppositori hanno fatto passare una mozione con la quale è stato stabilito che non era possibile presentarsi due volte come candidato primo ministro.
Gli ostacoli posti dai senatori e dagli altri parlamentari conservatori nella votazione di Pita, hanno indotto Pheu Thai ad annunciare in quei giorni che avrebbe formato una nuova alleanza senza Kao Klai, adducendo come motivo l'impossibilità di raggiungere una maggioranza vista l'intransigenza di Kao Klai nel voler mantenere il proprio progetto di modifica della legge sulla lesa maestà, considerata intoccabile dalla maggior parte dei parlamentari.
Il 7 agosto Pheu Thai e Bhumjaithai hanno annunciato un'alleanza per cercare di formare il nuovo governo. Due giorni dopo si sono uniti a questa alleanza i sei partiti Prachachart, Pheu Thai Ruam Palang, Chart Pattana Kla, il Partito Liberale, Nuovo Potere Sociale e il Partito delle Contee Thailandesi, ai quali si è aggiunto il giorno successivo Chart Thai Pattana portando a 238 il totale dei deputati, meno della coalizione precedente ma con il vantaggio di avere più senatori pronti ad appoggiarli. Una coalizione di undici partiti è stata annunciata il 21 agosto con l'aggiunta di Palang Pracharath e Ruam Thai Sang Chart, i partiti associati ai militari, che hanno portato il totale dei deputati a 314.
Quest'ultima svolta ha sollevato le aspre critiche di molti sostenitori di Pheu Thai – i cui dirigenti avevano promesso prima delle elezioni che non avrebbero stretto alleanza con i partiti dei militari – nonché quelle dei sostenitori di Kao Klai. In un sondaggio tenuto in quei giorni, il 64% degli intervistati era contrario all'alleanza tra Pheu Thai e i partiti che facevano capo ai militari, Pheu Thai si è scusato con l'elettorato per la promessa non mantenuta sostenendo che il cambiamento era necessario per porre fine alla crisi politica.
Dopo che la Corte costituzionale aveva respinto il reclamo contro il veto alla candidatura di Pita – ritenuto incostituzionale da Kao Klai – è stato fissato un altro scrutinio per il 22 agosto, in vista del quale Pheu Thai ha ufficialmente indicato Srettha Thavisin come candidato primo ministro con l’appoggio di Thaksin Shinawatra.
Alla terza seduta per votare le candidature a primo ministro, Thavisin è stato eletto da entrambi i rami del Parlamento con 482 voti favorevoli su 728 votanti presenti in aula. Ha prestato giuramento come 30º primo ministro della Thailandia nelle mani di re Vajiralongkorn, subentrando a Prayut Chan-o-cha (salito al potere dopo il colpo di stato del 2014) il 22 agosto 2023.

#### Destituzione
Il 14 agosto 2024, con l'accusa di violazione del codice di condotta e delle leggi istituzionali del paese, viene destituito con un voto 5-4 dalla Corte Costituzionale. La violazione che gli viene imputata è quella di aver nominato come segretario dell'ufficio del primo ministro Pichit Chuenban, un legale che nel 2008 era stato accusato di aver tentato di corrompere dei giudici ed era stato poi per un breve periodo incarcerato per oltraggio alla Corte. L'incarico viene prima affidato ad interim al suo vice Phumtham Wechayachai e il 28 agosto in via definitiva alla compagna di partito Paetongtarn Shinawatra, figlia di Thaksin Shinawatra.

## Posizioni e idee politiche
Srettha Thavisin ha spesso sostenuto l'ex primo ministro Thaksin Shinawatra, destituito dopo il colpo di stato del 2006: ad esempio nel 2010 salì agli onori delle cronache per aver indossato una maglietta rossa con il volto del succitato politico dopo essere stato nominato presidente della squadra di calcio del Royal Bangkok Sports Club.
Nel corso degli anni ha avuto modo di criticare il capo della giunta golpista Prayut Chan-o-cha, contestando in particolare la repressione alle proteste pro-democrazia del 2020-2021.
Si dichiara contrario alla coscrizione obbligatoria e allo stravolgimento delle leggi sulla lesa maestà; sostiene invece leggi a favore della sostenibilità ambientale, dei diritti LGBTQ e della digitalizzazione.
Come primo ministro, intendeva adottare un programma volto a stimolare l'economia e combattere la povertà.

## Vita privata
È sposato con la dottoressa Pakpilai Thavisin, specialista in medicina antietà, dalla quale ha due figli di nome Napat e Warat e una figlia di nome Chananda. È un collezionista di bauli da viaggio classici ed è tifoso della squadra inglese del Liverpool Football Club; inoltre contribuisce alla Sansiri Academy, la quale forma giovani calciatori thailandesi.